# Diophantos von Alexandria
Diophantos von Alexandria (altgriechisch Διόφαντος ὁ Ἀλεξανδρεύς Dióphantos ho Alexandreús, deutsch auch Diophant) war ein antiker griechischer Mathematiker. Er gilt als der bedeutendste Algebraiker der Antike, er gilt sogar als einer der wesentlichen Begründer der Algebra und Zahlentheorie. Er stammte aus Alexandria in Ägypten.

## Leben
Es ist nicht genau bekannt, wann Diophantos lebte. Die Angaben schwanken zwischen 100 v. Chr. und 350 n. Chr. Da Diophant jedoch Hypsikles von Alexandria zitierte (in der wahrscheinlich von ihm stammenden Abhandlung über polygoniale Zahlen), muss er nach 150 v. Chr. gelebt haben, aber vor 364 n. Chr., da Theon von Alexandria Diophants Werk erwähnte (die erste solche Erwähnung in der Literatur). Theons Tochter Hypatia schrieb einen (verlorenen) Kommentar zu einem Teil der Bücher der Arithmetik von Diophant. Es wird weiterhin vermutet, dass er um 250 n. Chr. lebte, da er seine Arithmetica einem Dionysios widmete, bei dem es sich um Dionysios den Großen handeln könnte, der 248 n. Chr. Bischof von Alexandria wurde. Es gibt auch noch einige weitere Hinweise, die für die Zeit um 250 sprechen.
Über das eigentliche Leben des Diophant weiß man so gut wie nichts. Es gibt ein Rätsel in Form einer angeblichen Grabinschrift von Diophant in einer späteren griechischen Anthologie, nach dem er 84 Jahre alt wurde, mit 33 Jahren heiratete und einen Sohn hatte, der mit 42 Jahren starb, der Wahrheitsgehalt ist aber sehr unsicher. Bekannt sind lediglich seine Werke, und auch diese sind im Lauf der Zeit sehr unterschiedlich interpretiert worden (in der Formulierung von Norbert Schappacher: The Arithmetica are almost as elusive as their author).
Die Inschrift seines Grabsteins lautete nach einem in der Anthologia Palatina überlieferten Gedicht:
Hier das Grabmal deckt Diophantos – ein Wunder zu schauen:
Durch des Entschlafenen Kunst lehrt dich sein Alter der Stein. 
Knabe zu bleiben verlieh ein Sechstel des Lebens ein Gott ihm; 
Fügend das Zwölftel hinzu, ließ er ihm sprossen die Wang; 
Steckte ihm drauf auch an nach dem Siebtel die Fackel der Hochzeit, 
Und fünf Jahre nachher teilt' er ein Söhnlein ihm zu. 
Weh! unglückliches Kind, so geliebt! Halb hatt' es des Vaters
Alter erreicht, da nahms Hades, der schaurige, auf. 
Noch vier Jahre den Schmerz durch Kunde der Zahlen besänft'gend 

Langte am Ziele des Seins endlich er selber auch an.
Das ergibt {\displaystyle \textstyle x={\frac {x}{6}}+{\frac {x}{12}}+{\frac {x}{7}}+5+{\frac {x}{2}}+4}
{\displaystyle x=84} Jahre.
Eine andere Interpretation, die statt {\displaystyle \textstyle {\frac {x}{2}}} auf der rechten Seite {\displaystyle \textstyle {\frac {x-4}{2}}} einsetzt, kommt auf 65 Jahre 4 Monate, sie entspricht zwar der deutschen Übersetzung, aber nicht dem Text des griechischen Originals.
Er behandelt sowohl Gleichungen mit einer eindeutigen Lösung als auch mit mehreren Lösungen, wobei Diophant als Lösungen nur positive rationale Zahlen zulässt. Ob er auch mit negativen Zahlen rechnete, war umstritten bzw. es war lange die vorherrschende Meinung, dass dem nicht so sei (Isabella Basmakova und Klaus Barner brachten aber Beispiele dafür). Das erste Buch behandelt lineare und quadratische Gleichungen mit bestimmten Lösungen und war im Wesentlichen schon vor Diophant bekannt, das Neue findet sich in den folgenden Büchern (rationale Lösungen algebraischer Gleichungen in mehreren Variablen), mit denen er zum Begründer der arithmetischen algebraischen Geometrie bzw. Zahlentheorie wurde.
Beispielsweise entwickelte er das heute als “Methode von Diophant” bekannte Verfahren, mit dessen Hilfe man durch das Einsetzen einer allgemeinen Geradengleichung zu einer bereits bekannten rationalen Lösung einer quadratischen oder kubischen Gleichung eine weitere Gleichung erhält, aus welcher sich geeignet eine weitere rationale Lösung bestimmen lässt (vgl. elliptische Kurve). Heute nennt man diese algebraischen Gleichungen, für die ganzzahlige Lösungen gesucht werden, diophantische Gleichungen.
Ebenfalls nach ihm benannt ist die Theorie der diophantischen Approximation. Die Arithmetik von Diophant enthält keine Verweise auf andere mathematische Literatur oder Autoren. Sein Werk war ein wichtiger Einfluss auf die Entwicklung der Algebra bei den Arabern im Mittelalter und war ab dem 15. Jahrhundert in Europa zugänglich und hatte wesentlichen Einfluss auf Francois Viète und Pierre de Fermat.
Wegen seiner Originalität seines Werks und der Sonderrolle in der griechischen Mathematik (die sich vor allem mit Geometrie befasst oder sich einer geometrischen Sprache bedient), wurde die Vermutung vertreten, es handele sich bei Diophant um eine Kompilation anderer Autoren ähnlich Euklids Elementen. Das wurde zum Beispiel von Paul Tannery (1879) und Thomas Little Heath in der zweiten Auflage seines Diophant-Buches 1910 vertreten, nachdem er in der ersten Auflage 1885 noch der Ansicht war, es mit einem originären Werk eines einzelnen Autors zu tun zu haben (wie auch davor zum Beispiel Georg Heinrich Ferdinand Nesselmann 1842) und in seiner damaligen Analyse auch keine Vorläufer unter den antiken griechischen Mathematikern fand. Anlass war ein inzwischen aufgefundenes anonymes Manuskript des 12. Jahrhunderts (Hieronymus Zeuthen, Johan Ludvig Heiberg) mit algebraischen Aufgaben in der Art von Diophant (die aber nicht aus der Arithmetik von Diophant stammen), das er in die Zeit zwischen Euklid und Diophant datierte. Heute gilt das als überholt.
Der Mondkrater Diophantus ist nach ihm benannt.

## Werke

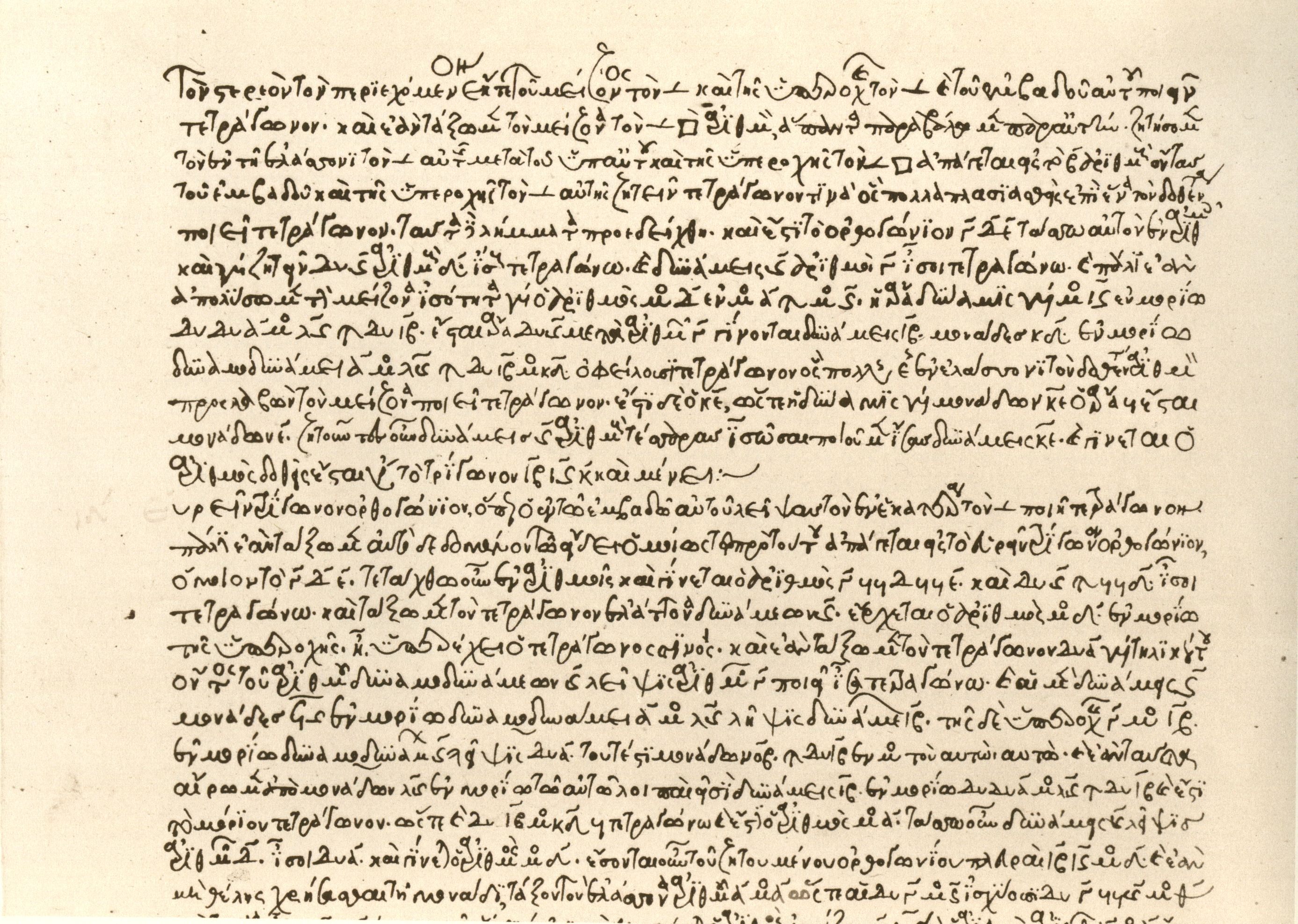
Diophantos, Arithmetica in der 1296 geschriebenen Handschrift Rom, Biblioteca Apostolica Vaticana, Vaticanus graecus 191, fol. 388v

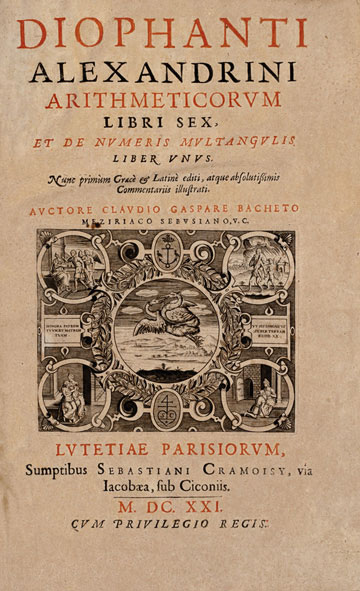
Titelbild der 1621 erschienenen Arithmetica-Ausgabe

- Arithmetica, 13 Bücher

Im 15. Jahrhundert hat man sechs Bücher (ursprünglich: Schriftrollen), nämlich die Bände 1 bis 3 und 8 bis 10 (in Griechisch), wiedergefunden. 1968 entdeckte der Wissenschaftshistoriker Fuat Sezgin weitere vier Bücher – die Bücher 4 bis 7 – in arabischer Übersetzung. Die letzten drei Bücher sind verschwunden. Ausgaben des Werkes existieren in lateinischer Übersetzung von Wilhelm Xylander (Basel 1575), griechisch und mit verbesserter lateinischer Übersetzung und Kommentaren von Bachet de Meziriac (Paris 1621). Eine deutsche Übersetzung erstellte der Philologe Johann Otto Leopold Schulz (1782–1849) (Berlin 1822). Sein Exemplar der lateinischen Ausgabe von Bachet de Meziriac versah später Pierre de Fermat mit handschriftlichen Anmerkungen, wie etwa der Bemerkung, in der er den heute nach ihm benannten Großen Satz von Fermat formuliert.
- De numeris polygonis, Auszug aus dem zehnten Band der Arithmetika.

Dieses Werk wurde von Friedrich Theodor Poselger (Leipzig 1810) in die deutsche Sprache übersetzt.

## Textausgaben und Übersetzungen
- Diophante: Les Arithmétiques. Livre IV, Livres V-VI-VII. Texte établi et traduit par Roshdi Rashed. Les Belles Lettres, Paris 1984.
- Roshdi Rashed, Christian Houzel: Les “Arithmétiques” de Diophante. Lecture historique et mathématique. Berlin: de Gruyter, 2013, ISBN 978-3-11-033593-4, doi:10.1515/9783110336481.
- Diophantus, Qusta Ibn-Luqa al-Balabakki, Jacques Sesiano: Books IV (four) to VII of Diophantus Arithmetica in the Arabic translation attributed to Qusta Ibn-Luqa. Springer, New York–Heidelberg–Berlin 1982. Sources in the history of mathematics and physical sciences, 3. Arithmetica (engl.) – Text teilw. arab. u. engl., Zugl.: Providence, Brown Univ., Diss. J. Sesiano, 1975 (Reprint).
- Arthur Czwalina: Arithmetik des Diophantos aus Alexandria. Aus d. Griech. übertr. u. erklärt von Arthur Czwalina. Vandenhoeck & Ruprecht, Göttingen 1952 (Beih. 1 zu den Abhandlungen aus dem Mathematischen Seminar der Universität Hamburg).
- Diophantus von Alexandria: Arithmetica. Die Arithmetik und die Schrift ueber Polygonalzahlen (dt.). (Arithmeticorum libri 6 et de numeris multangulis libri 1,dt.). Übers. u. mit Anm. begl. von G(ustav) Wertheim (1890). Teubner, Leipzig 1890, urn:nbn:de:bvb:12-bsb00082428-8
- Pierre de Fermat, Maximilian Miller: Bemerkungen zu Diophant. Observationes (dt.). Aus d. Lat. übers. u. mit Anm. hrsg. von Max Miller. Akad. Verlagsges., Leipzig 1932 (Ostwalds Klassiker der exakten Wissenschaften Nr. 234).
- Thomas Heath Diophantus of Alexandria, Cambridge Univ. Press 1910, mit englischer Übersetzung der Arithmetik ins Englische und Supplementen zu Fermat und Euler.
- Paul Tannery: Diophantus Alexandrinus, Opera Omnia, 2 Bände, Teubner 1893, 1895, Reprint Bibliotheca Teubneriana 1974 (mit Erläuterungen auch zur Biographie)